# 長野県道469号舟場矢下線
長野県道469号舟場矢下線（ながのけんどう469ごう ふなばやしたせん）は、長野県大町市の国道19号交点から長野県道55号大町麻績インター千曲線交点を結ぶ一般県道。起点から小菅までは道幅が非常に狭く、大型車の通行には適さない。

## 概要

### 路線データ
- 起点：大町市八坂村字舟場（国道19号交点）
- 終点：大町市八坂村字矢下（長野県道55号大町麻績インター千曲線交点）

## 交差する道路
- 国道19号（起点）
- 長野県道55号大町麻績インター千曲線（終点）